# Metassamia spinifrons
Metassamia spinifrons is een hooiwagen uit de familie Assamiidae.